# Малахово (село, Клепиковский район)
Малахово — село в России, расположено в Клепиковском районе Рязанской области. Административный центр Малаховского сельского поселения до мая 2017 года.

## География
Село Малахово расположено примерно в 40 км к юго-востоку от центра города Спас-Клепики. Ближайшие населённые пункты — деревня Ново-Аносово к северу, деревня Дмитриево к востоку, деревня Акулово к югу и деревня Андроново к западу.

## История
Деревня Малахова, Фёдоровская тож, впервые упоминается в начале XVIII века в составе Великодворской волости Старорязанского стана. В 1856 году в деревне была построена деревянная церковь в честь иконы Казанской Божьей Матери с Успенским приделом. С 1882 года в селе действовала церковно-приходская школа.
В 1905 году село входило в состав Ветчанской волости Касимовского уезда и имело 150 дворов при численности населения 953 чел.
С 1929 по 1963 годы село входило в состав Тумского района.
В 2010 году в селе было построено 9 новых домов, в которые переселены жители сгоревшей во время лесных пожаров деревни Култуки.

## Население
| 1859 | 1897 | 1906 | 2010 |
| ---- | ---- | ---- | ---- |
| 647  | ↗810 | ↗953 | ↘238 |

## Транспорт и связь
Село связано асфальтированной дорогой с трассой Р105. Регулярное автобусное сообщение с посёлком Тума отсутствует. Автобус ходит один раз в неделю, по четвергам.
В селе Малахово имеется одноимённое сельское отделение почтовой связи (индекс 391012).